# 회남문의로
회남문의로(Hoenammunui-ro)는 충청북도 보은군 회남면 에서 청주시 상당구 문의면 문의사거리
가덕면를 잇는 도로이다.

## 주요 경유지
충청북도
- 보은군 (회남면) - 청주시 상당구 (문의면)

## 노선 경로
| 이름       | 접속 노선                 | 소재지 | 소재지 | 소재지                           | 비고 |
| ---------- | ------------------------- | ------ | ------ | -------------------------------- | ---- |
| (이름없음) | 지방도 제571호선 (회남로) | 보은군 | 회남면 | 회남면                           |      |
| 서낭고개   |                           | 보은군 | 회남면 | 회남면                           |      |
|            | 청주시                    | 상당구 | 문의면 |                                  |      |
| 염티재     | 청주시                    | 상당구 | 문의면 |                                  |      |
|            | 청주시                    | 상당구 | 문의면 |                                  |      |
| 염티1교    | 청주시                    | 상당구 | 문의면 |                                  |      |
| 염티2교    | 청주시                    | 상당구 | 문의면 |                                  |      |
| 문덕교     | 청주시                    | 상당구 | 문의면 |                                  |      |
| 괴곡삼거라 | 청주시                    | 상당구 | 문의면 | 청남대길                         |      |
| 노현교     | 청주시                    | 상당구 | 문의면 |                                  |      |
| 상장삼거리 | 청주시                    | 상당구 | 문의면 | 상장인차로                       |      |
| 문의사거리 | 청주시                    | 상당구 | 문의면 | 국가지원지방도 제32호선 (신문로) |      |